# Інциденти на російському прикордонні в ході російсько-української війни
Протягом російсько-української війни на Східній Слобожанщині (Бєлгородська, Воронезька, та Курська області) відбувалися різні інциденти. Найбільш відомий стався 22 травня 2023 року, коли російська влада заявила, що озброєна українська диверсійно-розвідувальна група перетнула кордон із Бєлгородською областю. Як повідомлялося, дві російські опозиційні партизанські групи, створені Ірпінською декларацією — легіон «Свобода Росії» та Російський добровольчий корпус (РДК) — атакували об'єкти в Грайворонському районі з метою створення демілітаризованої зони в Бєлгородській області для захисту Харківської області від російських нападів. Легіон «Свобода Росії» заявив, що групи взяли під контроль кілька прикордонних міст у окрузі, а бої тривають. У відповідь губернатор Гладков ввів в області «контртерористичну» операцію для боротьби з «вторгненням».
Крім того, бійці РДК опублікували фотографії своїх учасників перед дорожніми знаками на населений пункт Любимівка (Брянська область), Безлюдівка (Бєлгородська область), Чубковичі (Брянська область).
У серпні 2024 року Україна здійснила наступ у Курській області, окупувавши частину російської території.

## Передумови
З початку російського вторгнення в Україну, яке почалося 24 лютого 2022 року, було зареєстровано кілька атак у Західній Росії, насамперед у Брянській, Курській та Білгородській областях. Росія звинуватила Україну за ці атаки. За даними The Moscow Times, «Україна не взяла на себе відповідальність за напади… але формально не заперечує, що стоїть за ними». На початку лютого 2023 року влада Брянської області заявила, що посилює кордон з Україною. Губернатор Брянської області Олександр Богомаз опублікував у своєму Telegram-каналі фотографії з наради з «командирами угруповання охорони кордону», зазначивши, що «виконана робота з будівництва захисних споруд і опорних пунктів отримала високу оцінку командування Збройні сили Росії».

## Історія

### 2022 рік
29 березня в Бєлгороді український гелікоптер підірвав кілька цистерн з паливом. Кілька російських регіонів перейшли на другий «жовтий» рівень небезпеки «терору». 12 квітня у Шебекіно пошкоджений залізничний міст.
14 квітня 2022 року губернатор Бєлгородської області В'ячеслав Гладков заявив, що Україна обстріляла село Сподарюшине (поблизу Мокрої Орлівки). Про постраждалих не зазначалося. Населення села, а також сусіднього тимчасово евакуювали через побоювання щодо можливої ескалації. Того дня Слідчий комітет Росії повідомив, що українські ударні гелікоптери випустили шість авіаударів по житлових масивах у місті Климово Брянської області та пошкодили шість будівель. Представники Міністерства охорони здоров'я Росії повідомили, що семеро людей отримали поранення, з яких у двох серйозні травми. За інформацією працівників міської лікарні, серед постраждалих вагітна жінка та дворічна дитина. Губернатор Брянської області Олександр Богомаз без доказів заявив про пошкодження в Климово приблизно 100 житлових будинків. Як повідомляє Радіо Свобода, у мережі з'явилося неперевірене відео, як горить будинок у Брянську. Наступного дня російські спецслужби заявили, що під час інциденту збили вертоліт Мі-8.
У Федеральній службі безпеки Росії повідомили ТАСС про напад на групу з близько 30 українських біженців мінометним обстрілом, коли вони намагалися перетнути прикордонний контрольно-пропускний пункт. Зазначається про пошкодження декількох транспортних засобів без постраждалих.
Уночі 3 липня губернатор Бєлгородської області В'ячеслав Гладков повідомив про спрацювання системи ППО. Пізніше зазначив, що загинули 4 особи, пошкоджено 11 багатоквартирних будинків та понад 30 приватних садиб, 5 з яких зруйновані повністю. Губернатор Курської області Роман Старовойт повідомив про збиття двох БПЛА «Стриж». Міністерство оборони Росії без доказів звинуватило у вибухах Україну. Видання The Insider повідомило, що серед уламків ідентифіковано ракети комплексу ЗРГК «Панцир». Це може вказувати на спрацювання ППО на випущену власну російську ракету, яка й спричинила руйнування.
15 жовтня 2022 року на полігоні в селі Солоті Валуйського району відбувся масовий розстріл солдатів ЗС РФ.

### 2023 рік
2 березня 2023 року відбувся напад на село Сушани Брянської області. Пізніше з'явились відео та фотографії з місця інциденту, де нібито бійці Російського добровольчого корпусу стоять біля сільської адміністративної будівлі і закликають своїх співвітчизників боротись із путінським режимом.
22 травня 2023 року в російських Telegram-каналах з'явилися кадри, на яких видно нібито вторгнення військових на пункт пропуску в Грайворонському районі Білгородської області. Пізніше того ж дня губернатор області В'ячеслав Гладков повідомив, що на територію зайшла «українська військова диверсійно-розвідувальна група», та зазначив «російські війська вживають необхідні заходи для ліквідації ворога». За його словами, в області відбуваються вибухи та атаки безпілотників на населені пункти. Повідомляється, що під час нападу, внаслідок якого було пошкоджено мерію, поранено заступника голови Грайворонської міськадміністрації та двох працівників МНС.
Легіон «Свобода Росії» та Російський добровольчий корпус взяли на себе відповідальність за вторгнення, оголосивши, що обидві організації, працюючи разом, «звільнили» села Козинка, Гора-Поділ, Глотове і що його передові підрозділи досягли районного центру міста Грайворон. Російські провоєнні Telegram-канали дали іншу інформацію, повідомляючи, що в Козинці точаться бої, але село не захоплено. Крім того, бійці ДКР опублікували фотографії своїх учасників перед дорожніми знаками на населений пункт Любимівка (Брянська область), Безлюдівка (Білгородська область), Чубковичі (Брянська область).
Пізніше 22 травня Гладков оголосив, що в Білгородській області вводиться «контртерористична операція», в рамках якої громадяни повинні будуть надавати документи, що підтверджують їх особу, а також призупиняються виробництва, які використовують небезпечні матеріали.

## Реакції

### Україна
Україна заперечила свою відповідальність за атаки навесні 2022 року, натомість стверджуючи, що російські спецслужби намагаються «здійснювати терористичні акти, щоб розпалювати антиукраїнську істерію» в країні. Як повідомляють українські інформаційні агентства «Інтерфакс-Україна» та «Євромайдан Преса», після нападу Служба безпеки України оприлюднила перехоплені розмови російських військових, в яких стверджується, що Росія навмисно обстрілювала села, щоб звинуватити Україну. Один із російських військових сказав своїй дружині, що напад був «нашим», і що це було зроблено, щоб «вдати, ніби українці провокують (Росію)». У розмові також згадуються вибухи російських квартир у 1999 році, які послужили приводом для початку Другої чеченської війни і які деякі історики та журналісти вважають операцією російських спецслужб, щоб допомогти Путіну стати президентом. У відповідь на напад на пункт пропуску Антон Геращенко повідомив, що біля кордону з Брянськом «впав і загорівся» предмет на військовому об'єкті. Не «відверто заперечуючи відповідальність України», Геращенко розкритикував Росію за те, що вона негайно звинуватила Україну.
За словами речника Головного управління військової розвідки України (ГУР) Андрія Юсова, 22 травня 2023 року Російський добровольчий корпус і легіон «Свобода Росії» розпочали операцію зі звільнення територій і створення коридору безпеки для захисту мирного населення України. Крім того, стверджується, що ударна група складається виключно з громадян Російської Федерації. Старший помічник президента України Михайло Подоляк заявив, що Україна зацікавлено стежить за ситуацією, але не втягнута в цей конфлікт. Подоляк заявив, що «танки продаються в будь-якому російському військовому магазині», а бійці є громадянами Російської Федерації, які входять до складу партизанських загонів.

### Російська Федерація
Після атак навесні 2022 року закрили школи в Брянській області, а чотири регіони Росії посилили заходи безпеки. 15 квітня Росія завдала масштабних ракетних ударів по Києві у відповідь за атаки. Російські атаки були найбільшими в своєму роді з тих пір, як Росія відмовилась від наступу на Київську область.
Речник Кремля Дмитро Пєсков назвав атаку в травні 2023 року спробою України «відвернути увагу від бахмутського напрямку та мінімізувати політичний ефект від втрати Бахмута для української сторони». Він також повідомив, що президент Російської Федерації Владимир Путін поінформований про цей інцидент.

### США
22 травня 2023 року, під час вторгнення добровольців на Бєлгородщину, речник Держдепу США Метью Міллер заявив, що США не заохочують атаки на територію Росії. Але він зауважив, що саме Росія є агресором, і тому Україна має сама вирішувати де та як проводити власні воєнні операції.

### Меми

Прапор БНР.

Білгородська область

В українському сегменті соціальних мережах поширювали фото, на якому троє військових, які беруть участь у вторгненні, проголошують так звану «Білгородську народну республіку» та тримають у руках прапор нібито республіки. В українських соцмережах жартували про це, що це утворення — сатира на війну на сході України 2014 року, які призвели до проголошення терористичних маріонеткових квазідержавних утворень ДНР та ЛНР.